# Frank Pierrepont Graves
Frank Pierrepont Graves (Brooklyn, 1869. július 23. – St Peter's Hospital, 1956. szeptember 13.) New York állam oktatási biztosa, valamint a Wyomingi Egyetem és a Washingtoni Egyetem egykori rektora.

## Élete
Graves 1869-ben született Brooklynban. A Columbia Egyetemre járt, ahol a Phi Beta Kappa, Phi Delta Kappa és Phi Beta Phi diákszövetségeknek is tagja volt. 1895-ben feleségül vette Helen Hope Wadsworth-ot.

## Pályafutása
A Columbia Egyetemen kettő, a Tufts Főiskolán (ma Tufts Egyetem) pedig öt évig tanított görög nyelvet. A Wyomingi Egyetem élén kettő, a Washingtoni Egyetem élén pedig öt évet töltött; regnálása alatt az intézmények hallgatói létszáma megnégyszereződött. 1904 és 1921 között a Missouri Egyetemen, az Ohiói Állami Egyetemen, a Pennsylvaniai Egyetemen, a Wisconsini Egyetemen, a Chicagói Egyetemen és a Columbia Egyetemen is oktatott.
1921-től New York állam oktatási biztosa; regnálása alatt hajtották végre a gyéren lakott területek iskoláinak nagy visszhangot kiváltó összevonását. 1943-ban visszavonulását követően jogi szakvizsgát tett. Karrierje végére 43 felsőfokú képesítéssel rendelkezett.

## Művei és publikációi
- The Burial Customs of the Ancient Greeks. (angolul) New York: Columbia University Press. 2015.
- A History of Education Before the Middle Ages. (angolul) New York: Macmillan Inc. 1909.  Hozzáférés: 2021. június 7.
- A History of Education During the Middle Ages and the Transition to Modern Times. (angolul) New York: Macmillan Inc. 1910.  Hozzáférés: 2021. június 7.
- A history of education in modern times. (angolul) New York: Macmillan Inc. 1928.
- Great Educators of Three Centuries: Their Work and Its Influence on Modern Education. (angolul) New York: Macmillan Inc. 1912.  Hozzáférés: 2021. június 7.
- A Student’s History of Education. (angolul) New York: Macmillan Inc. 1928.  Hozzáférés: 2021. június 7.
- Peter Ramus and Educational Reformatic of the Sixteenth Century. (angolul) New York: Macmillan Inc. 2009.  ISBN 978-110-3234-76-9
- Is the Montessori Method a Fad? (angolul)  Popular Science Monthly,  84. sz. (1914. június)

## Fordítás
- Ez a szócikk részben vagy egészben  a   Frank Pierrepont Graves című angol Wikipédia-szócikk ezen változatának fordításán alapul.  Az eredeti cikk szerkesztőit annak laptörténete sorolja fel. Ez a jelzés csupán a megfogalmazás eredetét és a szerzői jogokat jelzi, nem szolgál a cikkben szereplő információk forrásmegjelöléseként.